# 1746

## Събития
- 22 октомври – Основан е Колеж на Ню Джърси (през 1896 г. става Принстънски университет).

## Родени
- 12 януари – Йохан Хайнрих Песталоци, швейцарски хуманист и педагог († 1827 г.)
- 4 февруари – Тадеуш Косцюшко, полски национален герой († 1817 г.)
- 30 март – Франсиско Гоя, испански художник († 1828 г.)
- 10 май – Гаспар Монж, френски геометър и общественик († 1818 г.)
- 30 декември – Франсоа-Андре Венсан, френски художник († 1812 г.)

## Починали
- 9 юли – Филип V, крал на Испания (* 1683 г.)
- 8 август – Франсис Хътчисън, ирландски и шотландски философ (* 1694 г.)